# アストロノト!
『アストロノト！』は、赤松中学による日本のライトノベル。イラストはbomiが担当。MF文庫J（メディアファクトリー）より2007年11月から2008年4月まで刊行された。第3回MF文庫Jライトノベル新人賞優秀賞受賞作。

## あらすじ
遥か未来の地球。現代の科学は旧文明と呼ばれる失われた文化として忘れ去られ、魔法と科学が融合した技術体系が築かれていた。昼はクリッパー、夜は酒場の経営者を営む少年、ノトは愛するレンビアを救うために、半年以内に月に行かなくてはならなかった。なぜなら、そこには未来から事故で月に飛ばされたレンビアが立往生していたからだ。この目的を果たすため、ノトは亜人ナキアミと共に、二つの大国を又にかけて見事宇宙飛行士として月に到着し、レンビアを救った。だが、安らぎの日はわずかしか続かなかった。巨大な隕石が地球に向けて落下してきたのだ。ノトの孫を名乗る亜人ラキザミを加えて、宇宙に飛び立ったノト達は見事隕石を破壊して地球を破滅の危機から救ったのだった。

## 登場人物
ノト
本作の主人公。「恋する共感」をもつ熱血少年。孤児。名前は額にある×（ノト）印から。レンビアを愛しているが我彼のレベルの差のあまり告白できていない。（月で会った十年後のレンビアには告白した）
レンビア
本作のヒロイン。魔方陣師。ノトの幼なじみでノトに惚れているが表向きはみとめていない。
ナキアミ
亜人。レンビアからノトを奪い取ろうと虎視眈眈狙っている。人間計算機としてロケット打ち上げには欠かせない存在。
ラキザミ
亜人。無表情な美少女。自称、ノトの孫。未来からやってきた。
サベラ
ガルニア王国宙将軍。ロケット計画の責任者。
ルージーン
ガルニア王国で最も優秀な宮廷魔術師。ロケット計画を憎んでいる。
ユァン
ハヤン帝国の幼帝。ロケットを作って飛ばすことを決意する。お調子者だが、根はしっかりしている。
アローレン
宮廷魔女。実は亜人で差別されたことから人間を憎んでいる。

## 評価
第3回MF文庫Jライトノベル新人賞にて優秀賞を受賞した。同賞で審査員を務めた桑島由一は本作を以下のように評している。

## 既刊一覧
- 赤松中学（著）・bomi（イラスト） 『アストロノト！』 メディアファクトリー〈MF文庫J〉、全3巻。
  1. 2007年11月22日発売[4]、ISBN 978-4-8401-2082-1
  2. 2008年1月25日発売[5]、ISBN 978-4-8401-2130-9
  3. 2008年4月25日発売[6]、ISBN 978-4-8401-2307-5